# Remifentanil
Il remifentanil è un potente oppioide sintetico a grande velocità di azione e di breve emivita, commercializzato col nome Ultiva.
Remifentanil è utilizzato per la sedazione, nonché in combinazione con altri farmaci in anestesia generale. Viene somministrato ai pazienti durante l'intervento chirurgico per alleviare il dolore.
L'uso di remifentanil ha reso possibile l'uso di alte dosi di oppiacei e basse dosi di ipnotici, a causa della sinergia che si crea tra i vari farmaci ipnotici come il propofol e gli anestetici volatili come il protossido d'azoto con il remifentanil.

## Farmacocinetica
Il remifentanil è considerato un farmaco leggero perché viene metabolizzato rapidamente in una forma inattiva: il metabolita ha 1/4600 di potenza rispetto al remifentanil.
A differenza degli altri oppioidi sintetici, che sono metabolizzati epaticamente, il remifentanil ha un legame estere che subisce una rapida idrolisi da parte di esterasi tissutali e plasmatiche non specifiche. Quindi il remifentanil non viene accumulato e la sua emivita è di 4 minuti anche dopo un'infusione di 4 ore.

## Farmacodinamica
Remifentanil è un agonista specifico del recettore μ.  Quindi, provoca una riduzione del tono del sistema nervoso simpatico, depressione respiratoria e analgesia. Gli effetti del Remifentanyl includono una riduzione dose-dipendente della frequenza cardiaca e della pressione arteriosa e della frequenza respiratoria. Talvolta si nota rigidità muscolare.
Remifentanil è circa due volte più potente del fentanil e 100-200 volte più potente della morfina.

## Uso clinico
Remifentanil è usato come analgesico oppiaceo con rapida insorgenza d'azione e tempi di recupero rapidi.
È stato usato efficacemente durante le craniotomie, la chirurgia spinale, la chirurgia cardiaca, e il bypass gastrico.
Per quanto riguarda l'analgesia, gli oppiacei funzionano in modo simile, ma la farmacocinetica del remifentanil consente un recupero post-operatorio più rapido.
Grazie al suo rapido metabolismo e agli effetti di breve durata, il remifentanil ha aperto nuove possibilità in anestesia. Quando viene somministrato insieme a un ipnotico (produce sonno), può essere usato in dosi relativamente elevate. Questo perché il remifentanil viene eliminato rapidamente dal plasma sanguigno al termine dell'infusione, quindi gli effetti del farmaco si dissipano velocemente anche dopo infusioni molto lunghe. Vista la sinergia tra remifentanil e i farmaci ipnotici (come il propofol), quando vengono somministrati insieme la dose dell'ipnotico può essere ridotta. Ciò porta a una maggiore stabilità emodinamica durante l'intervento chirurgico e un tempo di recupero post-operatorio più rapido.

### Somministrazione
Viene somministrato sotto forma di remifentanil cloridrato. Negli adulti viene somministrato per infusione endovenosa in dosi comprese tra 0,1 µg per chilogrammo al minuto e 0,5 µg/kg/min. I bambini possono richiedere velocità di infusione più elevate (fino a 1,0 µg/kg/min).
La velocità di infusione clinicamente utile è 0,025-0,1 µg/kg/min per la sedazione (tassi adeguati all'età del paziente, gravità della malattia e invasività della procedura chirurgica).
La velocità di infusione clinicamente utile nell'anestesia generale è di 0,1-1 µg/kg/min.
Il remifentanil può essere somministrato utilizzando pompe per infusione TCI. L'emivita breve del remifentanil consente il raggiungimento rapido della concentrazione desiderata nel plasma sanguigno e per lo stesso motivo, anche il recupero avviene rapidamente. Questi fattori lo rendono il farmaco ideale per il dolore intenso di breve durata. Ciò consente di usare remifentanil in circostanze particolari come il taglio cesareo e durante il travaglio; tuttavia, non è efficace come l'analgesia epidurale.
Viene usato per l'anestesia dei pazienti sottoposti a terapia elettroconvulsivante in combinazione con propofol.

### Effetti collaterali
Gli effetti indesiderati più comuni segnalati dai pazienti che assumono questo farmaco sono un senso di vertigini (spesso di breve durata, un effetto collaterale comune di altri narcotici sintetici ad azione rapida come fentanil e alfentanil) e intenso prurito, spesso intorno al viso. Questi effetti collaterali vengono tenuti sotto controllo modificando la dose somministrata (diminuendo o in alcuni casi, aumentando la dose) o somministrando altri sedativi che consentono al paziente di tollerare o di non sentire l'effetto collaterale. Poiché il prurito è dovuto a livelli sierici eccessivi di istamina, gli antistaminici come la difenidramina vengono spesso somministrati insieme al farmaco. Questo viene fatto con cura, tuttavia, poiché può verificarsi un'eccessiva sedazione.
Un altro effetto collaterale è la nausea, che di solito è transitoria, vista la breve emivita del farmaco.

## Abuso
Il remifentanil, agonista del recettore μ, funziona come la morfina e la codeina e può causare euforia. Tuttavia, a causa del rapido metabolismo e dell'emivita breve, non viene usato come farmaco di abuso.